# Doggystyle
Az 1993-as Doggystyle Snoop Dogg debütáló nagylemeze. Az albumot nem sokkal Dr. Dre első albuma, a The Chronic megjelenése után rögzítették. A The Chronic-on Snoop Dogg is nagy részben közreműködött, így a két lemez zenéje hasonló. A kritikusok Snoop Dogg szövegi realizmusát dicsérték.
Néhány vegyes hangvételű kritikától eltekintve a Doggystyle-t sok kritikus az egyik legfontosabb hiphop-albumnak tartja. 2008-ra négyszeres platina lett, így Snoop Dogg legnagyobb példányszámban eladott albuma.
A Billboard 200-on az első helyig jutott, csak a nyitóhéten 802 858 példányt értékesítettek belőle. Szerepel az 1001 lemez, amit hallanod kell, mielőtt meghalsz című könyvben. 2020-ban Minden idők 500 legjobb albuma listán 340. helyen szerepelt.

## Az album dalai
| #  | Cím                                                 | Producer               | Előadó                                                   | Szerző                                                                      |
| -- | --------------------------------------------------- | ---------------------- | -------------------------------------------------------- | --------------------------------------------------------------------------- |
| 1  | Bathtub (skit)                                      | Dr. Dre                | Snoop Dogg, Warren G and Dr. Dre                         | Andre Young, Calvin Broadus                                                 |
| 2  | G Funk Intro                                        | Dr. Dre                | Snoop Dogg, Lady of Rage                                 | C. Broadus, Robin Allen                                                     |
| 3  | Gin and Juice                                       | Dr. Dre                | Snoop Dogg, Dat Nigga Daz                                | Harry Wayne "K.C." Casey, A. Young, Richard Finch, C. Broadus               |
| 4  | WBallz (skit)                                       | Dr. Dre                | The Queen Of Funk, Ricky Harris                          | R. Harris                                                                   |
| 5  | Tha Shiznit                                         | Dr. Dre                | Snoop Dogg                                               | A. Young, C. Broadus                                                        |
| 6  | House Party (skit)                                  | Dr. Dre                | Dre, Daz és mások                                        |                                                                             |
| 7  | Lodi Dodi                                           | Dr. Dre                | Snoop Dogg, Nanci Fletcher                               | Douglas Davis, Hachidai Nakamura, Ei Rokusuke, C. Broadus, Ricky Walters    |
| 8  | Murder Was the Case (DeathAfterVisualizingEternity) | Dr. Dre                | Snoop Dogg, Dat Nigga Daz, Nate Dogg (intro, background) | Delmar Arnaud, A. Young, C. Broadus                                         |
| 9  | Serial Killa                                        | Dr. Dre, Dat Nigga Daz | Snoop Dogg, The D.O.C., RBX, Tha Dogg Pound              | D. Arnaud, R. Brown, Bootsy Collins, Parker, Williams, A. Young, C. Broadus |
| 10 | Who Am I (What's My Name)?                          | Dr. Dre                | Snoop Dogg                                               | George Clinton, Gary Shider, C. Broadus, David Spradley                     |
| 11 | For All My Niggaz & Bitches                         | Dr. Dre, Dat Nigga Daz | Snoop Dogg, Tha Dogg Pound, Lady of Rage                 | D. Arnaud, R. Brown, C. Broadus                                             |
| 12 | Ain't No Fun (If the Homies Can't Have None)        | Dr. Dre                | Snoop Dogg, Nate Dogg, Warren G, Kurupt                  | A. Young, N. Hale, W. Griffin, R. Brown, C. Broadus                         |
| 13 | Chronic Break (skit)                                | Dr. Dre                | Snoop Dogg                                               | C. Broadus                                                                  |
| 14 | Doggy Dogg World                                    | Dr. Dre                | Snoop Dogg, The Dramatics, Tha Dogg Pound, Ricky Harris  | R. Fields, D. Arnaud, R. Brown, C. Broadus                                  |
| 15 | You Betta Ask Somebody (skit)                       | Dr. Dre                | Lil Bow Wow                                              | C. Broadus                                                                  |
| 16 | Gz and Hustlas                                      | Dr. Dre                | Snoop Dogg                                               | D. Arnaud, Larry Blackmon, C. Broadus                                       |
| 17 | U Betta Recognize (skit)                            | Dr. Dre                | Sam Sneed and Snoop Dogg                                 | Sam Anderson, C. Broadus                                                    |
| 18 | Pump Pump                                           | Dr. Dre                | Snoop Dogg, Malik aka "Lil' Hershey Loc"                 | C. Broadus, Malik Edwards                                                   |
| X  | Gz Up, Hoes Down                                    | Dr. Dre                | Snoop Dogg, Hug                                          | A. Young, Hal David, Burt Bacharach                                         |
| X  | The Next Episode                                    | Dr. Dre                | Snoop Dogg, Dr. Dre                                      | A. Young, C. Broadus                                                        |
| X  | Doggystyle                                          | Dr. Dre                | Snoop Dogg, George Clinton, Michel'le                    | A. Young, C. Broadus, G. Clinton                                            |
| X  | Nigga Named Deve                                    |                        | Snoop Dogg                                               | A. Young, C. Broadus                                                        |

## Közreműködők
- Snoop Dogg – ének
- Dr. Dre – producer, ének
- Daz Dillinger – producer, ének, előadó
- Sam Sneed - előadó, inspiráció
- Ulrich Wild – hangmérnök
- Tha Dogg Pound – előadó
- Warren G – előadó
- The D.O.C. – előadó
- The Lady of Rage – előadó
- RBX – előadó
- Kurupt – előadó
- Nate Dogg – előadó
- The Dramatics – előadó
- Emanuel Dean – producer
- Chris "The Glove" Taylor – dalszerző, producer, keverés
- Suge Knight – executive producer
- Bernie Grundman – mastering
- Chi Modu – fényképek
- Nanci Fletcher – ének, háttérvokál
- Dan Winters – fényképek
- Kimberly Holt – művészi munka
- Kimberly Brown – projektkoordinátor
- Joe Cool – borító